# Kongshavnsholmen
Kongshavnsholmen est une île norvégienne du comté de Hordaland appartenant administrativement à Bergen.

## Description
Rocheuse et couverte d'arbres, elle s'étend sur environ 520 m de longueur pour une largeur approximative de 230 m. Elle comporte plusieurs bâtiments et une jetée. 